# Boteå, Säbrå, Nora och Gudmundrå tingslags valkrets
Boteå, Säbrå, Nora och Gudmundrå tingslags valkrets var i valen till andra kammaren 1866–1881 en egen valkrets med ett mandat. Valkretsen avskaffades i valet 1884, då dess södra delar ombildades till Ångermanlands södra domsagas valkrets och de övriga delarna ingick i Ångermanlands mellersta domsagas valkrets. 

## Riksdagsmän
- Per Östman (1867–1872)
- Frans Malmberg (1873–1877)
- Per Westman (1878–1883)
- Johan Nydahl, lmp (1884)